# Fotografia hemisfèrica

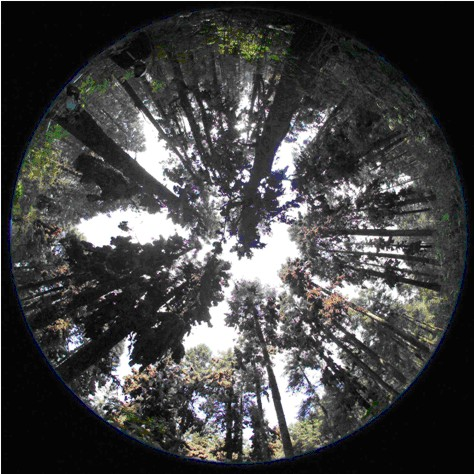
La fotografía hemisférica solía usarse para estudiar el microclima del hábitat de descanso invernal en la Reserva de la Biosfera de la Mariposa Monarca, México.

La fotografia hemisfèrica, també coneguda com a fotografia de dosser, és una tècnica per a estimar la radiació solar i caracteritzar la geometria del dosser arbori utilitzant fotografies preses mirant cap amunt a través d'un objectiu gran angular extrem o un objectiu ull de peix (Rich 1990). En general, l'angle de visió s'aproxima o és igual a 180 graus, de manera que totes les direccions del cel són visibles simultàniament. Les fotografies resultants registren la geometria del cel visible o, al revés, la geometria de l'obstrucció del cel per les copes dels arbres o altres característiques pròximes al sòl. Aquesta geometria pot mesurar-se amb precisió i usar-se per a calcular la radiació solar transmesa a través (o interceptada per) les copes de les plantes, així com per a estimar aspectes de l'estructura de la copa com l'índex d'àrea foliar. Paul Rich (1989, 1990) i Robert Pearcy (1989) han proporcionat tractaments detallats de la metodologia analítica i de camp.

## Història
La lent hemisfèrica (també coneguda com a objectiu ull de peix o lent de cel complet) va ser dissenyada originalment per Robin Hill (1924) per a veure tot el cel per a estudis meteorològics de formació de núvols. Els forestals i ecologistes van concebre l'ús de tècniques fotogràfiques per a estudiar l'entorn de llum en els boscos mitjançant l'examen de la geometria del dosser. En particular, Evans i Coombe (1959) van estimar la penetració de la llum solar a través de les obertures del dosser del bosc superposant diagrames de la trajectòria del sol en fotografies hemisfèriques. Més tard, Margaret Anderson (1964, 1971) va proporcionar un tractament teòric complet per a calcular la transmissió de components directes i difusos de la radiació solar a través de les obertures del dosser utilitzant fotografies hemisfèriques. En aquest moment, l'anàlisi de fotografies hemisfèriques requeria una tediosa puntuació manual de superposicions de quadrants del cel i la trajectòria del sol. Amb l'arribada de les computadores personals, els investigadors van desenvolupar tècniques digitals per a l'anàlisi ràpida de fotografies hemisfèriques (Chazdon i Field 1987, Rich 1988, 1989, 1990, Becker et al. 1989). En els últims anys, els investigadors han començat a utilitzar càmeres digitals en favor de les càmeres de pel·lícula i s'estan desenvolupant algorismes per a la classificació i l'anàlisi automatitzades d'imatges. S'han posat a disposició diversos programes de programari comercial per a l'anàlisi de fotografies hemisfèriques, i la tècnica s'ha aplicat per a diversos usos en ecologia, meteorologia, silvicultura i agricultura.

## Aplicacions
La fotografia hemisfèrica ha estat utilitzada amb èxit en una àmplia gamma d'aplicacions que inclouen la caracterització de microllocs i l'estimació de la radiació solar a prop del sòl i sota les copes de les plantes. Per exemple, la fotografia hemisfèrica s'ha utilitzat per a caracteritzar els llocs de descans de les papallones monarca a l'hivern (Weiss et al. 1991), els efectes de les vores del bosc (Gal et al. 1991), la influència dels espais de caiguda d'arbres en la regeneració d'arbres (Rich et al. 1993).), la variabilitat espacial i temporal de la llum en el sotabosc de la selva tropical (Clark et al. 1996), els impactes dels huracans en l'ecologia forestal (Bellingham et al. 1996), l'índex d'àrea foliar per a la validació de la teledetecció (Chen et al. 1997), arquitectura del dosser dels boscos boreals (Fournier et al. 1997), ambient de llum en boscos temperats humits ancians (Weiss 2000), i maneig d'espatlleres de vinyes per a fer millors vins (Weiss et al. 2003).

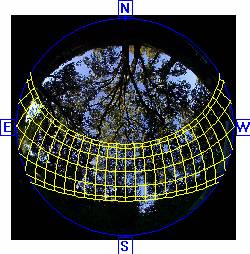
Fotografia hemisfèrica amb superposició de passes de penetració de llum solar vists des d'un dosel tancat en Sant Francisquito Creek, Península de San Francisco, Califòrnia, utilitzada per a estudis de l'hàbitat de la truita arc de Sant Martí.

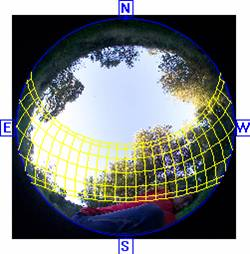
Fotografia hemisfèrica d'un dosel obert de Sant Francisquito Creek. La superposició del pas de llum solar permet calcular l'exposició solar i serveix per veure quant influeix en la temperatura de l'aigua.

## Teoria

### Càlculs de Radiació solar
Els components directes i difusos de la radiació solar es calculen per separat (consulti l'equilibri tèrmic de la Terra). La radiació directa es calcula com la suma de tota la radiació directa (fes solar) que s'origina en les direccions visibles (no enfosquides) del cel al llarg de la trajectòria del sol. De manera similar, la radiació solar difusa es calcula com la suma de tota la radiació difusa (dispersada des de l'atmosfera) que s'origina en qualsevol direcció visible (no enfosquida) del cel (veure radiació difusa del cel). La suma de components directes i difusos dona radiació global.
Aquests càlculs requereixen distribucions teòriques o empíriques de radiació directa i difusa a l'aire lliure, sense dosser o una altra obstrucció del cel. En general, els càlculs es realitzen per a la radiació fotosintéticamente activa (400-700 nanòmetres) o la insolació integrada en totes les longituds d'ona, mesura en quilowatts-hora per metre quadrat (kW h/m²).
El supòsit fonamental és que la major part de la radiació solar s'origina en adreces del cel visibles (no enfosquides), un fort efecte de primer ordre, i que la radiació reflectida del dosel o altres característiques properes al sòl (adreces del cel no visibles o fosques) és insignificant, un efecte de segon ordre. Un altre supòsit és que la geometria del cel visible (no enfosquit) no canvia durant el període pel qual es realitzen els càlculs.

### Càlculs de dosel
Els índexs del dosel, com l'índex d'àrea foliar (LAI), es basen en el càlcul de la fracció de l'espai buit en el dosel, és a dir, la proporció de cel visible (no enfosquit) en funció de l'adreça del cel. L'índex d'àrea foliar es calcula típicament com l'àrea foliar per unitat d'àrea del sòl que produiria la distribució de la fracció de l'espai buit en el dosel observat, donat el supòsit d'una distribució aleatòria de l'angle de la fulla, o una distribució coneguda de l'angle de la fulla i el grau d'aglutinació. El càlcul del LAI utilitzant aquest mètode indirecte pot acabar sent molt imprecís. Per a una explicació més detallada, consulti l'índex d'àrea foliar.

## Índexs

Fotografia hemisfèrica utilitzada per estudiar el LAI, el tancament del dosel, o altres índexs de dosel.

El Factor de Lloc Directe (FLD, en anglès DSF) és la proporció de radiació solar directe en un lloc determinat en relació amb l'exterior, ja sigui integrat al llarg del temps o resolt segons intervals de temps del dia i / o estació.
El Factor de Lloc Indirecte (FLI, en anglès ISF) és la proporció de radiació solar difusa en una ubicació determinada en relació amb la qual està a l'aire lliure, ja sigui integrada en el temps per a totes les direccions del cel o resolta per la direcció del sector del cel.
El Factor de Lloc Global (FLG, en anglès GSF) és la proporció de la radiació solar global en una ubicació donada en relació amb la qual està a l'aire lliure, calculada com la suma de FLD i FLI ponderada per la contribució relativa dels components directes enfront dels difusos. De vegades, aquest índex també es denomina Factor Lateral Total (FLT, en anglès TSF).
Els índexs poden estar sense corregir o corregits per l'angle d'incidència pel que fa a una superfície d'intercepció plana. Els valors sense corregir ponderen la radiació solar que s'origina en totes les adreces per igual. Els valors corregits ponderen la radiació solar pel cosinus de l'angle d'incidència, tenint en compte la intercepción real des d'adreces normals a la superfície d'intercepció.
L'Índex d'Àrea Foliar (LAI) és l'àrea de superfície foliar total per unitat d'àrea de terra.
La Fracció del Buit (en anglès GapF) és la quantitat en percentatge del dosel dels arbres en relació amb tota la zona de mesurament.

## Metodologia
La fotografia hemisfèrica té cinc passos: adquisició de fotografies, digitalització, registre, classificació i càlcul. El registre, la classificació i el càlcul es realitzen utilitzant un programari d'anàlisi fotogràfica hemisfèrica dedicat.

### Adquisició de fotografia
Les fotografies hemisfèriques que miren cap amunt s'obtenen típicament sota una il·luminació uniforme del cel, primerenc o tarda en el dia o sota condicions ennuvolades. L'orientació coneguda (zenit i azimut) és essencial per a un registre adequat amb el sistema de coordenades hemisfèric d'anàlisis. Fins i tot la il·luminació és essencial per a una classificació d'imatges precisa. Un suport autonivelante (cardans) pot facilitar l'adquisició assegurant que la cambra estigui orientada per a apuntar directament cap al zenit. La cambra normalment està orientada de manera que el nord (absolut o magnètic) estigui orientat cap a la part superior de la fotografia.
L'objectiu utilitzat en la fotografia hemisfèrica és generalment un ull de peix circular, com l'objectiu d'ull de peix Nikkor de 8 mm. Els ulls de peix de fotograma complet (o fullframe) no són adequats per a la fotografia hemisfèrica, ja que només capturen 180 ° complets en diagonal i no proporcionen una vista hemisfèrica completa.
En els primers anys de la tècnica, la majoria de les fotografies hemisfèriques es van adquirir amb càmeres de 35 mm (per exemple, Nikon FM2 amb una lent d'ull de peix Nikkor de 8 mm) utilitzant una pel·lícula en blanc i negre d'alt contrast i alta ROSTEIX (vindria a ser el mateix que la ISO). Posteriorment, es va fer comú l'ús de pel·lícules en color o diapositives. Recentment, la majoria de les fotografies s'adquireixen amb càmeres digitals (per exemple, Kodak DCS Pro 14nx amb un objectiu d'ull de peix Nikkor de 8 mm).
Quan les imatges s'adquireixen d'ubicacions amb grans diferències en l'obertura (per exemple, ubicacions de dosel tancat i dosel amb buits o espais) és essencial controlar l'exposició de la càmera. Si es permet que la càmera ajusti automàticament l'exposició (que està controlada per l'obertura i la velocitat del obturador), el resultat és que les obertures petites en condicions tancades seran brillants, mentre que les obertures de la mateixa grandària en condicions obertes seran més fosques (per exemple, les àrees amb dosel al voltant d'un espai o buit). Això significa que durant l'anàlisi de la imatge, els forats de la mateixa grandària s'interpretaran com a "cel" en una imatge de dosel tancat i "dosel" en la imatge de dosel obert. Sense controlar l'exposició, es subestimarán les diferències reals entre les condicions de dosel tancat i obert.

### Digitalització
Les fotografies es digitalitzen i guarden en formats d'imatge #estàndard. Per a les càmeres de pel·lícula, aquest pas requereix un escàner de negatius o diapositives o un digitalitzador de video. Per a les càmeres digitals, aquest pas es produeix a mesura que s'adquireixen les fotografies.

### Registre
El registre de fotografies implica alinear les fotografies amb el sistema de coordenades hemisfèriques utilitzat per a l'anàlisi, en termes de translació (centrat), grandària (coincidència de les vores de la fotografia i l'horitzó en el sistema de coordenades) i rotació (alineació azimutal pel que fa a les adreces de la brúixola).

### Classificació
La classificació de fotografies implica determinar què píxels de la imatge representen adreces del cel visibles (no enfosquides) versus no visibles (enfosquides). En general, això s'ha aconseguit utilitzant el llindar interactiu, mitjançant el qual se selecciona un llindar apropiat perquè coincideixi millor amb una classificació binària amb la visibilitat del cel observada, amb valors d'intensitat de píxels per sobre del llindar classificats com a visibles i valors d'intensitat de píxels per sota del llindar classificats com no visibles. Recentment s'han realitzat avanços en el desenvolupament d'algorismes de llindar automàtic, no obstant això, encara es necessita més treball abans que siguin completament confiables.

### Càlcul
El càlcul de fotografies hemisfèriques utilitza algorismes que calculen la fracció d'espai en funció de l'adreça del cel i calculen la geometria desitjada del dosel i / o els índexs de radiació solar. Per a la radiació solar, el càlcul ràpid sovint s'aconsegueix utilitzant taules de cerca precalculadas de valors de radiació solar teòrics o empírics resolts per sector del cel o posició en la trajectòria solar.